# Arfersiorfik
L'Arfersiorfik è un fiordo della Groenlandia di 155 km. Si trova a 68°10'N 51°30'O; appartiene al comune di Qeqertalik.